# Move on It
Move On It è il terzo album dei Vain, uscito nel 1993 per l'Etichetta discografica Polystar Records.

## Tracce
1. Breakdown (Vain)
2. Whisper (Vain, Rorie)
3. Long Time Ago (Vain)
4. Ivy's Dreams (Vain)
5. Hit and Run (Vain, Mitchell)
6. Family (Vain)
7. Planets Turning (Vain)
8. Get Up (Vain)
9. Crumpled Glory (Vain, West)
10. Ressurection (Vain)
11. Ticket Out'a Here (Vain)

## Formazione
- Davy Vain - voce
- Danny West - chitarra
- James Scott - chitarra
- Ashley Mitchell - basso
- Danny Fury - batteria